# Ria Öling
Ria Noora Minerva Öling (nacida el 15 de septiembre de 1994) es una futbolista finlandesa que juega como centrocampista en el FC Rosengård de la Damallsvenskan y en la selección nacional de Finlandia.

## Carrera
En 2014, Öling fue nombrada Jugadora de la Temporada de Finlandia después de anotar 16 goles en la liga para su club, el TPS.
En enero de 2018 fichó por el campeón danés Brøndby IF.
En diciembre de 2020 fichó por el club sueco FC Rosengård.
| Año       | Club            | Apariciones | Goles |
| --------- | --------------- | ----------- | ----- |
| 2000–2008 | FC Sport        |             |       |
| 2009–2011 | Vasa IFK        |             |       |
| 2012      | PK-35 Vantaa    | 26          | 3     |
| 2013      | Vasa IFK        |             |       |
| 2014–2016 | TPS             | 69          | 49    |
| 2017      | Santa Teresa CD | 8           | 0     |
| 2017      | TPS             | 11          | 12    |
| 2018–2019 | Brøndby IF      | 33          | 17    |
| 2019–2020 | Växjö DFF       | 36          | 7     |
| 2021–     | FC Rosengård    | 64          | 6     |

Apariciones y goles en la liga nacional del club, actualizados al 29 de agosto de 2023.

## Selección nacional
Öling jugó su primer partido internacional absoluto con la selección femenina de Finlandia en febrero de 2015 contra Suecia. Ya había representado a su país en el Campeonato Europeo Femenino Sub-19 de la UEFA 2013 en Gales y en la Copa Mundial Femenina de Fútbol Sub-20 de 2014 en Canadá.
Marcó su primer gol internacional absoluto con motivo de su quinto partido internacional, en la victoria por 1-0 en la Clasificación para la Eurocopa Femenina 2017 sobre Montenegro el 17 de septiembre de 2015.
| Año   | Categoría | Apariciones | Goles |
| ----- | --------- | ----------- | ----- |
| 2015– | Absoluta  | 52          | 9     |

Partidos internacionales y goles de selecciones nacionales, actualizados al 10 de febrero de 2022.